# Lycenchelys albomaculata
Lycenchelys albomaculata es una especie de pez de la familia de los Zoarcidae en el orden de los perciformes.

## Morfología
- Los machos pueden llegar a alcanzar los 43,8 cm de longitud total.[1][2]

## Hábitat
Es un pez de mar y de aguas profundas que vive entre 53- 1.300 m de profundidad.

## Distribución geográfica
Se encuentra en el Japón en el Mar Okhotsk.

## Observaciones
Es inofensivo para los humanos. 